# Campanula microdonta
Campanula microdonta là loài thực vật có hoa trong họ Hoa chuông. Loài này được Koidz. mô tả khoa học đầu tiên năm 1919.